# Psałterz synajski

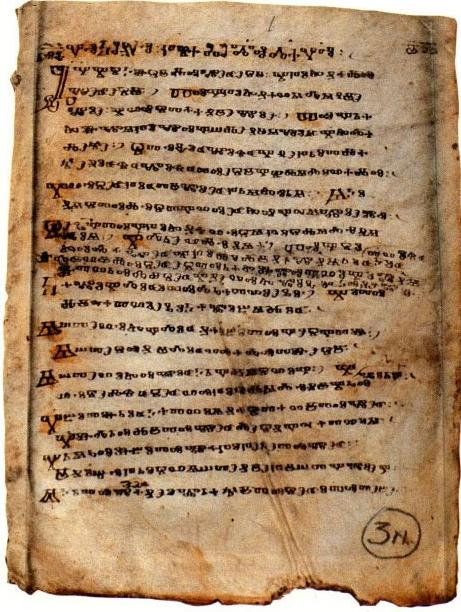
Psałterz synajski

Psałterz synajski – psałterz pochodzący z XI wieku n.e., napisany klasyczną głagolicą w języku staro-cerkiewno-słowiańskim. Psałterz ten jest jedynym znanym odpisem pierwotnego, jeszcze soluńskiego, przekładu Cyryla i Metodego. Był tłumaczony z greckiej Septuaginty. Psałterz synajski jest przechowywany w klasztorze św. Katarzyny na Synaju co nadało mu jego nazwę.

## Historia
Psałterz synajski znajdował się wśród drogocennych ale nieudostępnianych naukowcom, rękopisów przechowywanych w klasztorze św. Katarzyny na półwyspie Synaj. Podobnie jak inne pochodzące z XI i XII wieku manuskrypty cerkiewnosłowiańskie został tam przywieziony przez wędrownych mnichów z góry Athos w północnej Grecji lub z innych prawosławnych klasztorów. 
Pierwsza część psałterza, składająca się z 177 kart, została odnaleziona w 1850 roku przez archimandrytę Porfiriusza Uspienskiego (MS 38). W 1968 roku prof. Mosze Altbauer (1904–1998) odkrył 32 karty pochodzące z tego samego psałterza (MS 2/N). Opracował je i wydał w 1971 roku. Końcowa partia psałterza została odkryta w tym samym klasztorze w 1975 roku. Została ona wydana przez I.C. Tarnanidisa (The Slavonic Manuscripts Discovered in 1975 at St Catherine’s Monastery on Mount Sinai, Thessaloniki 1988, s. 278–279.).

## Opis
Psałterz synajski zawiera 151 psalmów (tradycyjny zbiór 150 psalmów wraz z Psalmem 151), modlitwę Ojcze nasz oraz piętnaście kantyków. Wśród znajdującego się na jego końcu zbioru hymnów na pozycji 15 znajduje się hymn zatytułowany: Pěsnь utrьněě (Δόξα ἐν ὑψίστοις Θεῷ – Gloria in excelsis Deo), określany w tradycji liturgicznej jako doxologia maior (większa doksologia). Kantyki zamieszczone w młodszych odpisach Psałterza tego hymnu nie zawierają. Ponieważ psałterz, jak informują Żywoty Cyryla i Metodego, był jednym z pierwszych, a może wręcz pierwszym tekstem, przetłumaczonym na język słowiański przez Braci Soluńskich jeszcze w Salonikach przed wyjazdem na Morawy, więc zawiera on kantyki zgodnie z tradycją bizantyjską.
Psałterz pisany był przez nie mniej niż siedmiu pisarzy. Zawiera on najstarszą, archaiczną formę głagolicy. Niemniej w niektórych miejscach kopiści wprowadzili do tekstu znaki cyrylicy.